# Musikjahr 1745
Liste der Musikjahre

◄◄ | ◄ | 1741 | 1742 | 1743 | 1744 | Musikjahr 1745 | 1746 | 1747 | 1748 | 1749 | ► | ►►

Weitere Ereignisse
Dieser Artikel behandelt das Musikjahr 1745.

## Ereignisse

### Johann Sebastian Bach
- Johann Sebastian Bach ist seit dem 30. Mai 1723 Thomaskantor und musikalischer Leiter der Thomaskirche in Leipzig. Von 1729 bis ins Jahr 1741, vielleicht sogar bis 1746, hat er außerdem die Leitung des 1701 von Georg Philipp Telemann gegründeten Collegium musicum inne. Die Konzerte finden ein- bis zweimal pro Woche im Zimmermannischen Caffee-Hauß (1943 kriegszerstört) oder im dazugehörigen Garten statt.
- In den 1740er Jahren zieht sich Bach – mit wenigen Ausnahmen – von Neukompositionen für die Kirche zurück. Neben Auftragsarbeiten für weltliche Anlässe konzentriert er sich ganz auf umfangreiche Werke für das Cembalo. Auch verschlechtert sich sein Augenlicht immer mehr.

### Georg Friedrich Händel
- Georg Friedrich Händel wohnt seit Juli/August 1723 in London in der 25 Brook Street und bewohnt hier bis zu seinem Tod im Jahr 1759 zwei Stockwerke. Nahezu alle Werke, die seit 1723 entstehen, werden in diesem Haus komponiert. Auch die Vorbereitungen der Aufführungen finden oft im Händelschen Dining Room statt.
- Händel komponiert von 1743 bis 1752 eine durchgehende Reihe von ein bis zwei neuen Oratorien pro Saison, die meisten davon zu Themen aus dem Alten Testament. Noch etliche Zeit versuchen Adelskreise Händel zu Fall zu bringen. „Die ganze Operngesellschaft ist in Rage über Händel“, notiert eine Zeitgenossin. Anders als zu Zeiten der Adelsoper hat er zwar als Oratorienkomponist keine Konkurrenz, aber seine Gegner veranstalten an den Abenden seiner Aufführungen Bälle und Bankette, um ihm zu schaden.
- 05. Januar: Das dramatische Oratorium Hercules von Georg Friedrich Händel wird am Theatre Royal, Covent Garden, in London uraufgeführt.
- 27. März: Das Oratorium Belshazzar von Georg Friedrich Händel wird am King’s Theatre in London uraufgeführt.
- 00. Juni: Der musikalische Epilog Comus oder There in blissfull shades and bow’rs (deutsch: Dort in seligen Schatten und Lauben, HWV 44) von Georg Friedrich Händel zu einer Aufführung des Schauspiels Comus von John Milton wird am Sitz des Earl of Gainsborough in Exton Hall, Exton, Rutland uraufgeführt.
- Georg Friedrich Händel wird die Ehrenmitgliedschaft der 1738 vom Arzt, Mathematiker und Musikwissenschaftler Lorenz Christoph Mizler gegründeten Leipziger Correspondierende Societät der musicalischen Wissenschaften verliehen. Zu den Mitgliedern zählen unter anderem auch Georg Philipp Telemann und Johann Sebastian Bach.

### Domenico Scarlatti
- Domenico Scarlatti ist der portugiesischen Prinzessin Maria Bárbara de Bragança, die er am Hofe des frommen und verschwendungssüchtigen Königs Johann V. in Lissabon kennengelernt und als Musiklehrer unterrichtet hatte, nach deren Heirat mit dem spanischen Thronfolger Don Fernando von Asturien (ab 1746 König Ferdinand VI.) nach Spanien gefolgt. Von Oktober 1730 bis 16. Mai 1733 war die Alcázares Reales in Sevilla seine feste Residenz und Wirkungsstätte. Danach zieht der Hof nach Norden in die Umgebung von Madrid, wo er je nach Jahreszeit abwechselnd in den Schlössern Buen Retiro, El Pardo, Aranjuez, La Granja und El Escorial weilt. Scarlatti steht vermutlich weiterhin in den „privaten“ Diensten von Maria Bárbara und scheint sich praktisch ausschließlich dem Cembalo und der Komposition seiner Sonaten zu widmen.

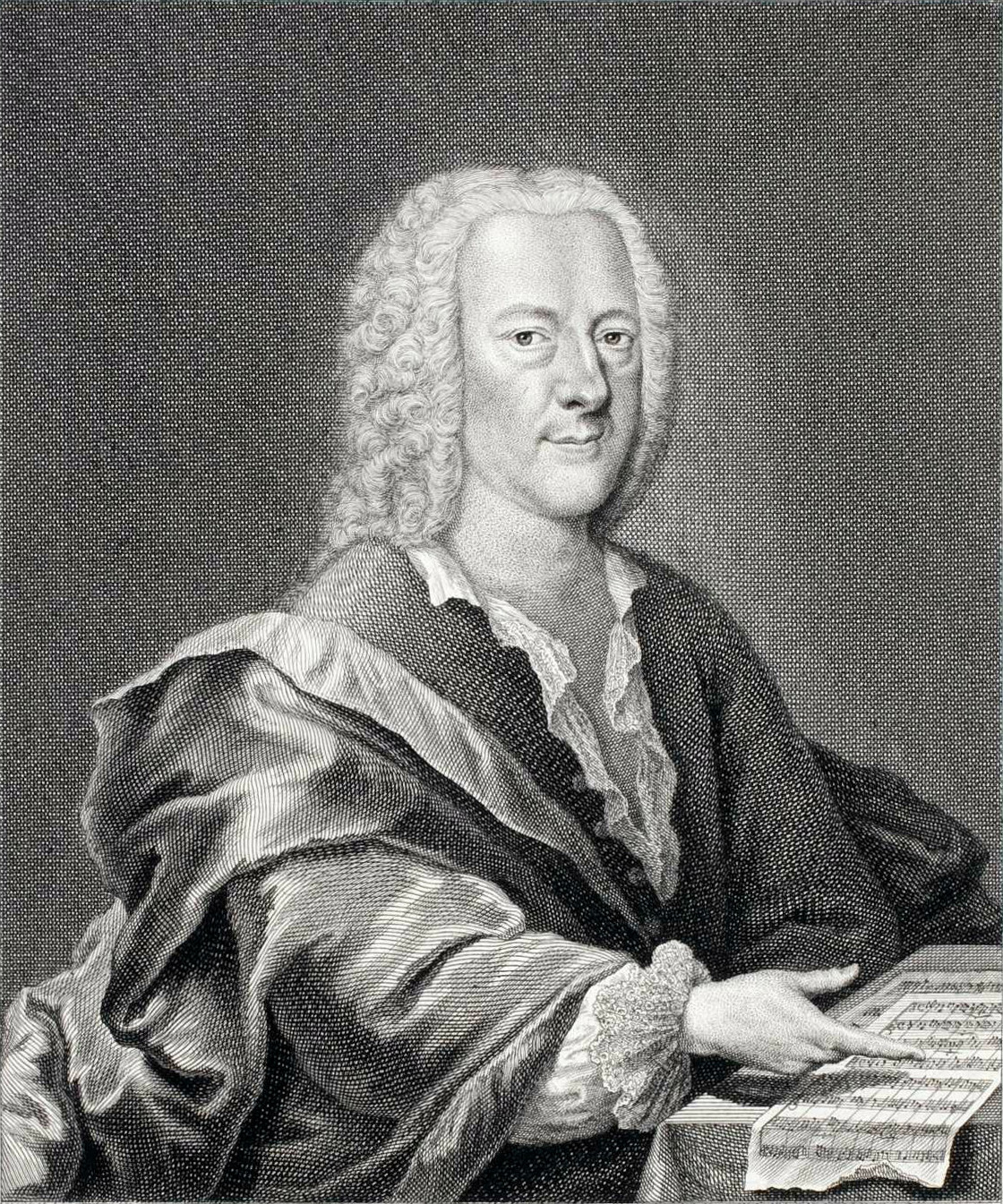
Georg Philipp Telemann, Kupferstich von Georg Lichtensteger (um 1745)

- Spätestens seit 1742 ist Scarlatti mit seiner zweiten aus Cádiz stammenden Frau Anastasia Ximénez verheiratet.

### Georg Philipp Telemann
- Georg Philipp Telemann ist seit 1721 Cantor Johannei und Director Musices der Stadt Hamburg, eines der angesehensten musikalischen Ämter Deutschlands. In diesem Amt verpflichtet sich Telemann zur Komposition von zwei Kantaten wöchentlich und einer Passion pro Jahr, in späteren Jahren greift er allerdings bei seinen Kantaten auf frühere Werke zurück. Daneben komponiert er zahlreiche Musiken für private und öffentliche Anlässe, etwa für Gedenktage und Hochzeiten.
- Telemann komponiert zudem zahlreiche Trauermusiken für hochgestellte Persönlichkeiten seiner Zeit – so auch 1745 für Kaiser Karl VII.

### Weitere biografische Ereignisse
- Thomas Arne wird – nachdem er mit seiner Gattin Cecilia Arne, geborenen Young, einer vortrefflichen Sängerin und Schülerin Francesco Geminianis, während zweier Jahre mit Beifall in Irland aufgetreten war – 1745 in London als Komponist für die Vauxhall Gardens angestellt, wo er durch kleine, seine Individualität am reinsten zeigende Gesangsstücke großes Aufsehen erregt.
- Carl Philipp Emanuel Bach, der 1744 Johanna Maria Dannemann, die Tochter eines Berliner Weinhändlers, geheiratet hat, wird zum ersten Mal Vater. Sein Sohn Johann Adam Bach (auch August genannt, 1745–1789) wird geboren.
- Ferdinando Bertoni, der 1744 nach Bologna gegangen und Schüler des bekannten Padre Martini geworden ist, siedelt Ende 1745 nach Venedig über, wo er als Organist und Cembalo-Lehrer wirkt. Noch im gleichen Jahr kommt hier seine erste Oper La Vedova accorta zur Aufführung, die schnell den Weg nach Florenz und Mailand findet.
- Johann Leopold von Ghelen fertigt in Wien anlässlich des Namenstags der Kaiserin Maria Theresia eine deutsche Übersetzung des Librettos Antigono von Pietro Metastasio.
- Niccolò Jommelli wird Direktor des Ospedale degli Incurabili in Venedig, eine Stellung, die er bis 1747 innehat. Die Stellung wurde ihm von Johann Adolf Hasse vermittelt, der von Jommellis Kompositionen beeindruckt ist.
- Giovanni Battista Pescetti kehrt, nachdem er in London als Arrangeur für Opern anderer Komponisten tätig war, nach Venedig zurück, wird zweiter Organist am Markusdom und wird dort für weitere 15 Jahre Opern schreiben und arrangieren.
- Jean-Jacques Rousseau macht in Paris die Bekanntschaft verschiedener Mäzene, so die des Alexandre Le Riche de La Pouplinière. Mit dessen Hilfe lässt er die Oper Les Muses galantes, für die er Musik und Text geschrieben hat, aufführen.
- Jan Zach wird Kapellmeister am Hof des Mainzer Erzbischofs, des Kurfürsten Friedrich Karl von Ostein.

### Uraufführungen

#### Bühnenwerke

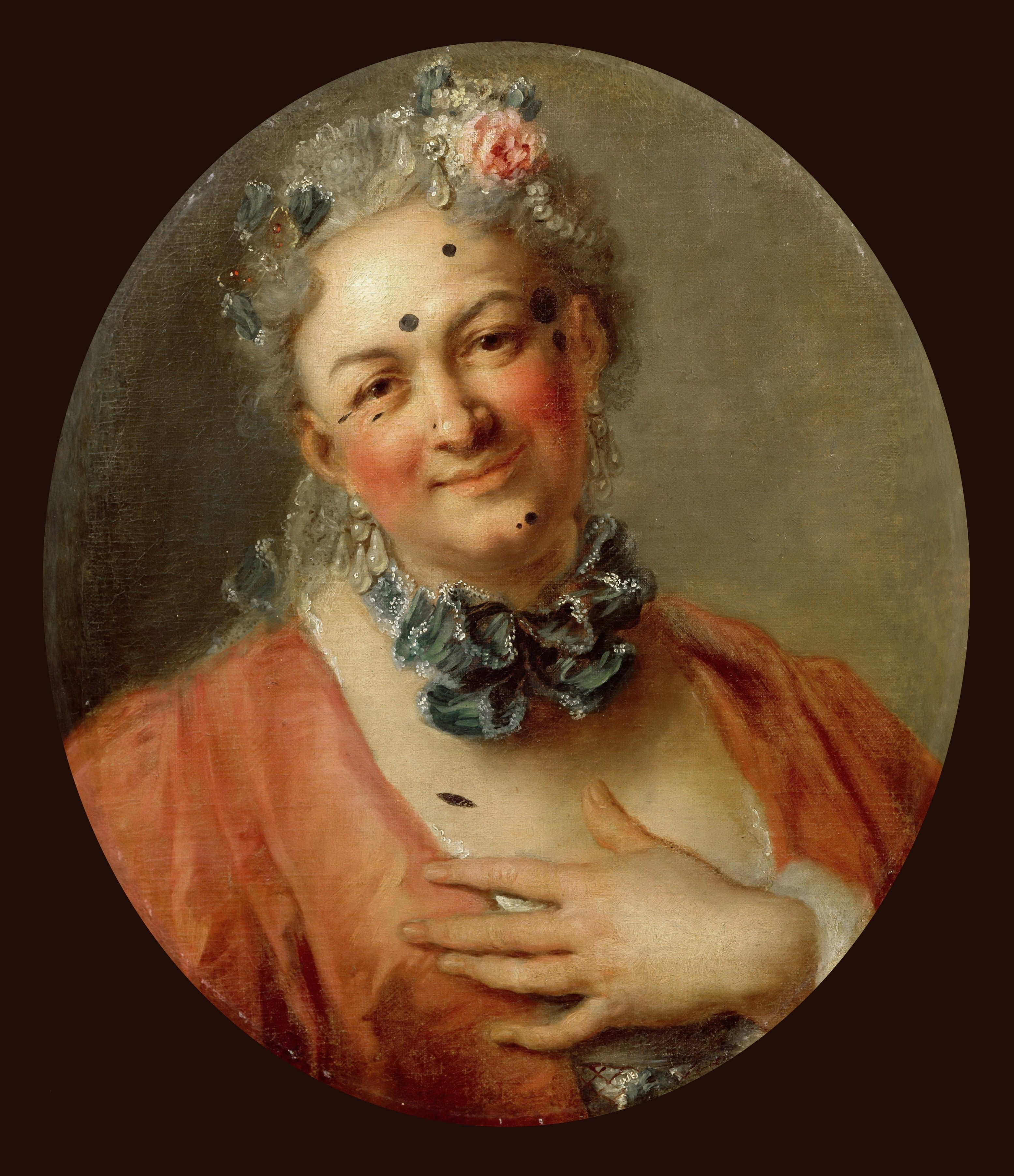
Pierre Jélyotte in der Travestierolle der Nymphe Platée (Gemälde von Charles-Antoine Coypel)
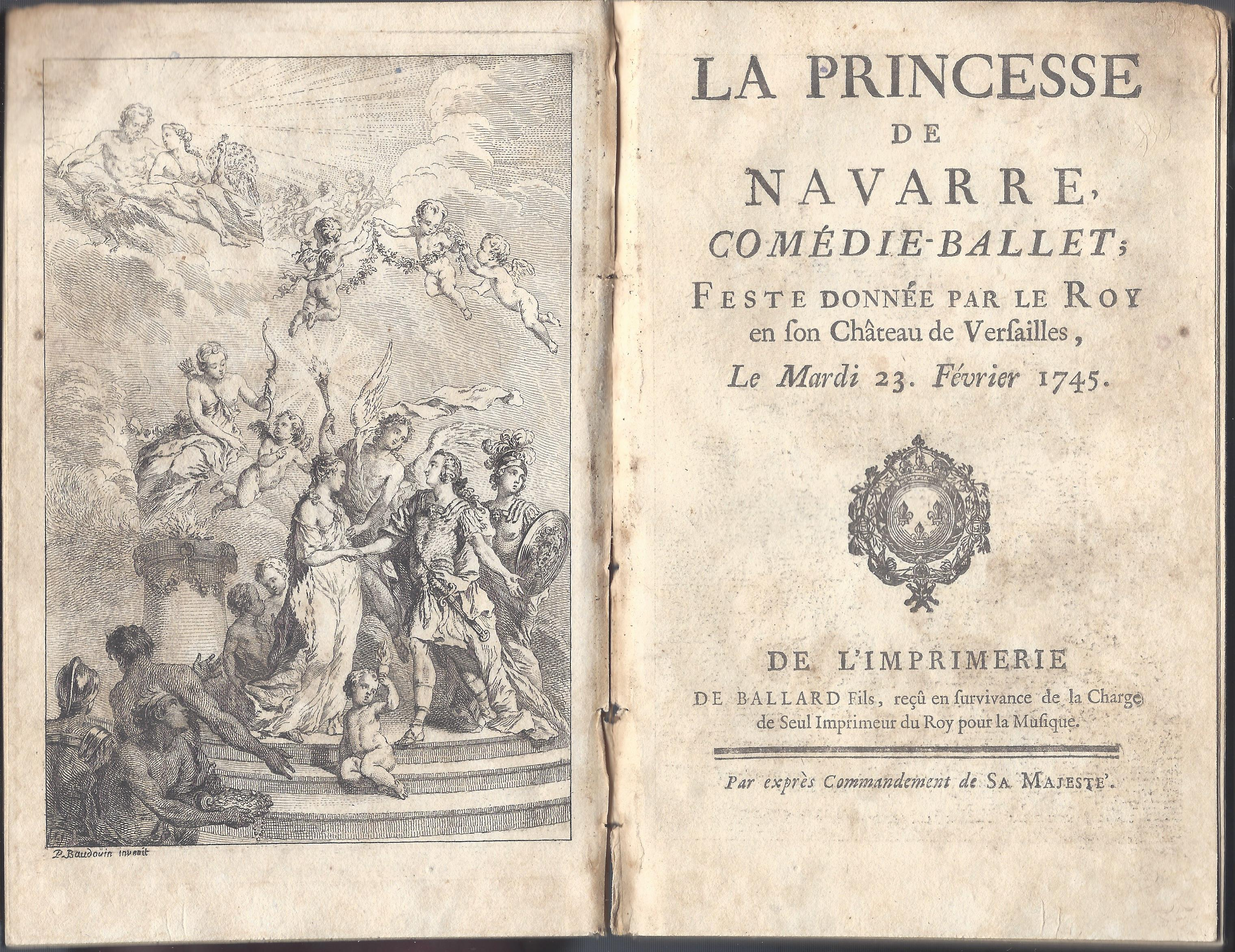
Frontispiz und Titelblatt zu La Princesse de Navarre von Voltaire im Verlag von Jean-Baptiste-Christophe Ballard
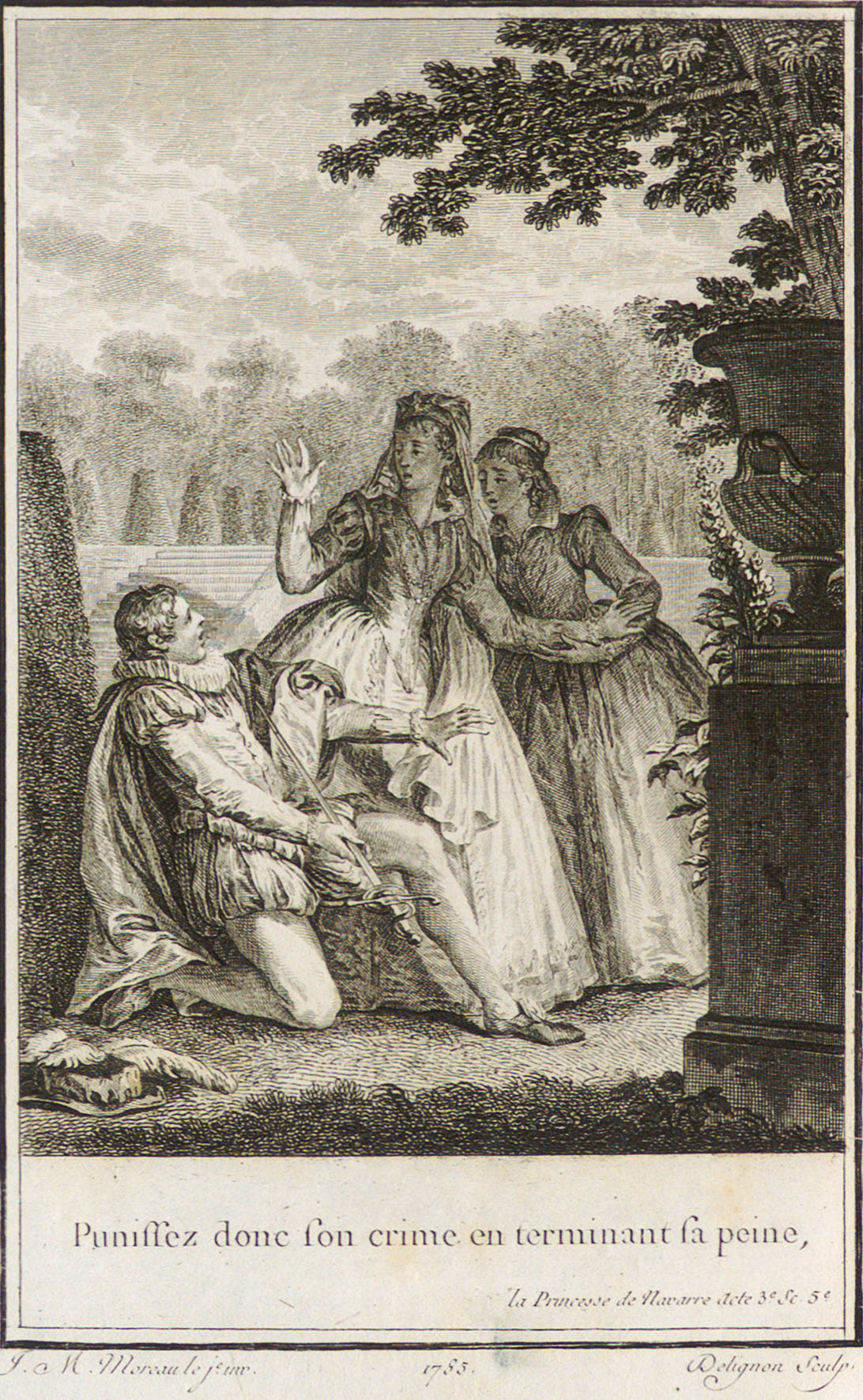
Kupferstich von Jean Louis Delignon und Jean-Michel Moreau zu La Princesse de Navarre von Voltaire
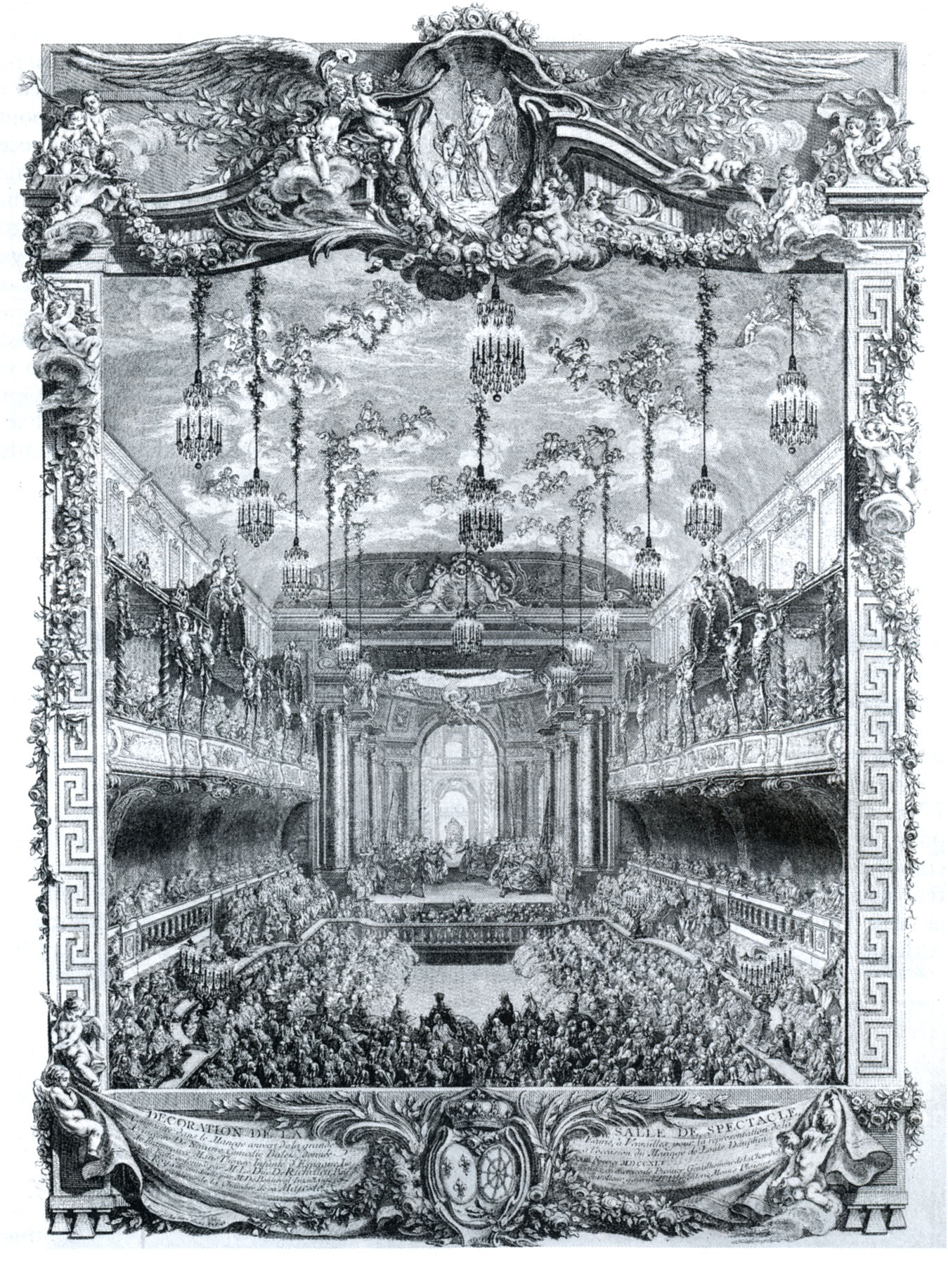
Abbildung einer Aufführung von Rameaus La Princesse de Navarre am 23. Februar 1745 in Versailles

##### Oper und Ballett
- 23. Februar: Das ab April 1744 entstandene Libretto La Princesse de Navarre von Voltaire hat in der Vertonung von Jean-Philippe Rameau anlässlich der Festlichkeiten zur Hochzeit des Dauphins mit der Infantin von Spanien in der umgebauten Grande Écurie von Versailles Uraufführung.
- 17. März: Das Divertissement Zélindor, roi des Sylphes von François Francœur und François Rebel auf ein Libretto von François-Augustin Paradis de Moncrif wird in der königlichen Oper in Versailles uraufgeführt.
- 31. März: Die Ballettkomödie Platée von Jean-Philippe Rameau wird in den inzwischen prachtvoll ausgebauten Räumlichkeiten des Großen Marstalles in Versailles uraufgeführt. Das Libretto stammt von Adrien-Joseph Le Valois d’Orville, der dafür das von Rameau gekaufte Libretto Platée ou Junon Jalouse (Plataea, oder Juno ist eifersüchtig) von Jacques Autreau überarbeitet hat. Anlass der Uraufführung ist die Hochzeitsfeier von Louis Ferdinand de Bourbon, dauphin de Viennois, Sohn von König Ludwig XV., und der Infantin Maria Theresia Rafaela von Spanien, die zeitgenössischen Quellen zufolge so wie die Titelfigur keine Schönheit war. Anstatt den Komponisten deshalb in Schwierigkeiten zu bringen, wird die Aufführung aber gut aufgenommen und Rameau wird ein paar Monate später auf die Position des königlichen Hofkomponisten mit einem beträchtlichen Jahreseinkommen berufen.
- 22. Mai: Die Oper L’olimpiade von Ignazio Fiorillo auf ein Libretto von Pietro Metastasio wird im Teatro San Samuele in Venedig uraufgeführt.
- 10. August: Das Divertissement Le Trophée von François Francœur und François Rebel auf ein Libretto von François-Augustin de Paradis de Moncrif hat Uraufführung an der Pariser Oper.
- 07. Oktober: Die Opera seria in drei Akten Arminio von Johann Adolph Hasse mit einem Libretto von Giovanni Claudio Pasquini wird im Hoftheater Dresden uraufgeführt.
- 27. November: Uraufführung des Opéra-ballet Le Temple de la Gloire von Jean-Philippe Rameau auf das Libretto von Voltaire in der Grande Écurie von Versailles.
- 19. Dezember: Die Oper Lucio Vero von Gennaro Manna auf das Libretto von Apostolo Zeno hat Uraufführung im Teatro San Carlo in Neapel.
- 22. Dezember: Jean-Jacques Rousseau bearbeitet Ende 1745 das Libretto La Princesse de Navarre von Voltaire zur einaktigen Fassung Les Fêtes de Ramire, das als Ballett-Einakter zur Uraufführung kommt.
- 26. Dezember: Die Oper Adriano in Siria von Girolamo Abos auf das Libretto von Pietro Metastasio wird im Teatro della Pergola in Florenz uraufgeführt.
- 26. Dezember: Das Dramma per musica Sofonisba von Niccolò Jommelli auf das Libretto von Antonio Zanetti und Girolamo Francesco Zanetti wird in Venedig im Teatro San Giovanni Grisostomo erstmals aufgeführt.
- Ferdinando Bertoni – La vedova accorta (Uraufführung Venedig)
- Jean-Philippe Rameau – Les Fêtes de Polymnie
- Jean-Jacques Rousseau – Les Muses galantes
- Georg Christoph Wagenseil – Ariodante

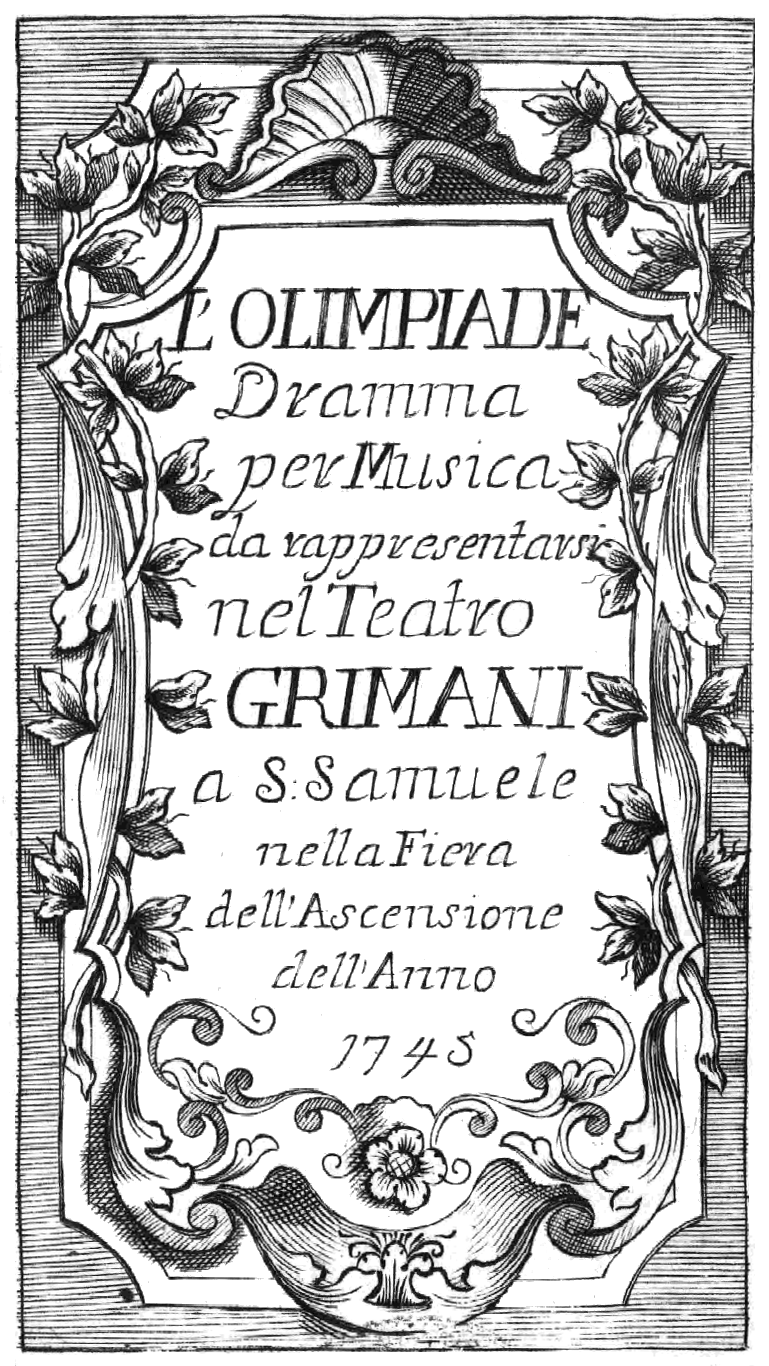
Ignazio Fiorillo – Olimpiade – Titelseite des Librettos – Venedig 1745
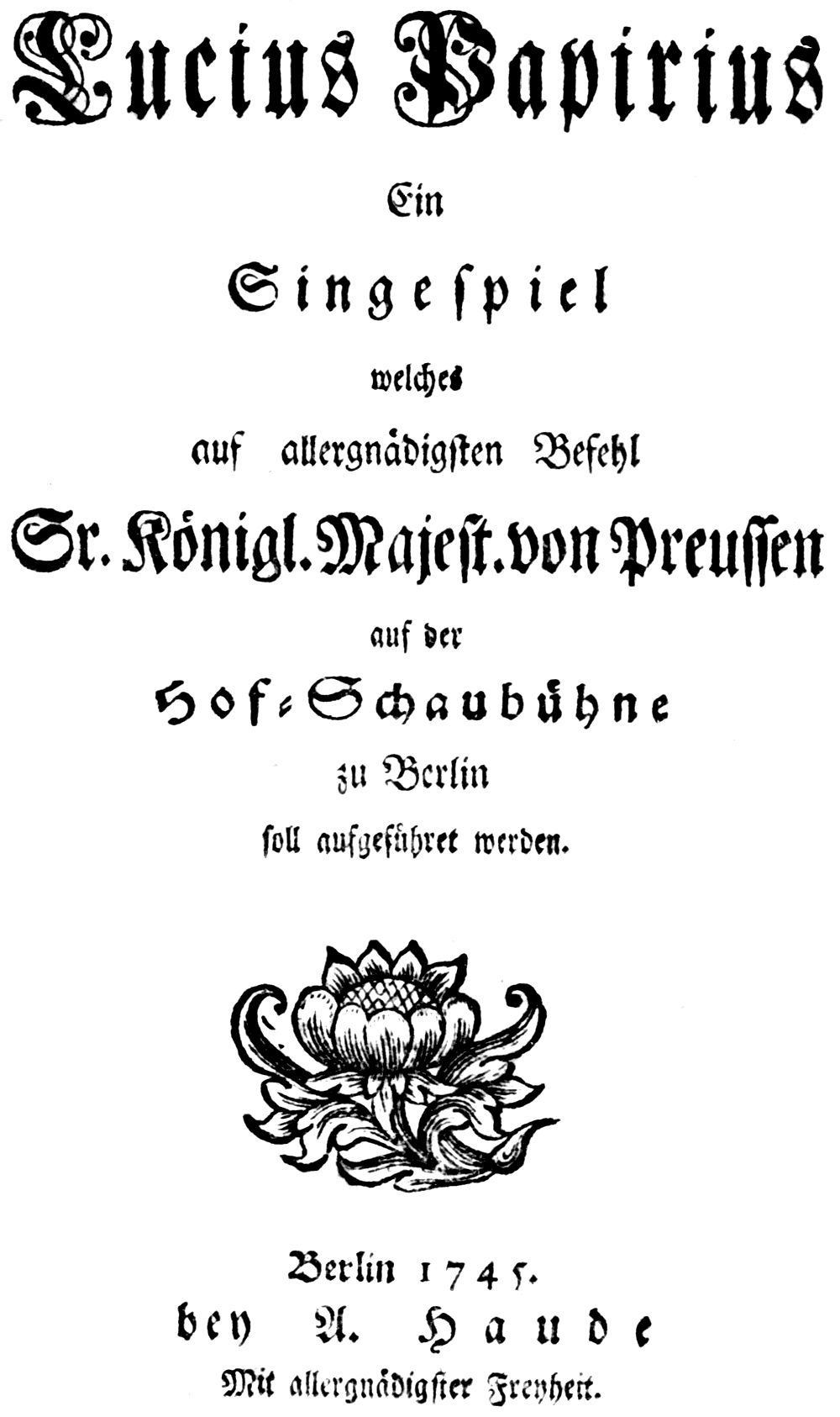
Carl Heinrich Graun – Lucio Papirio – Titelseite des deutschen Librettos – Berlin 1745
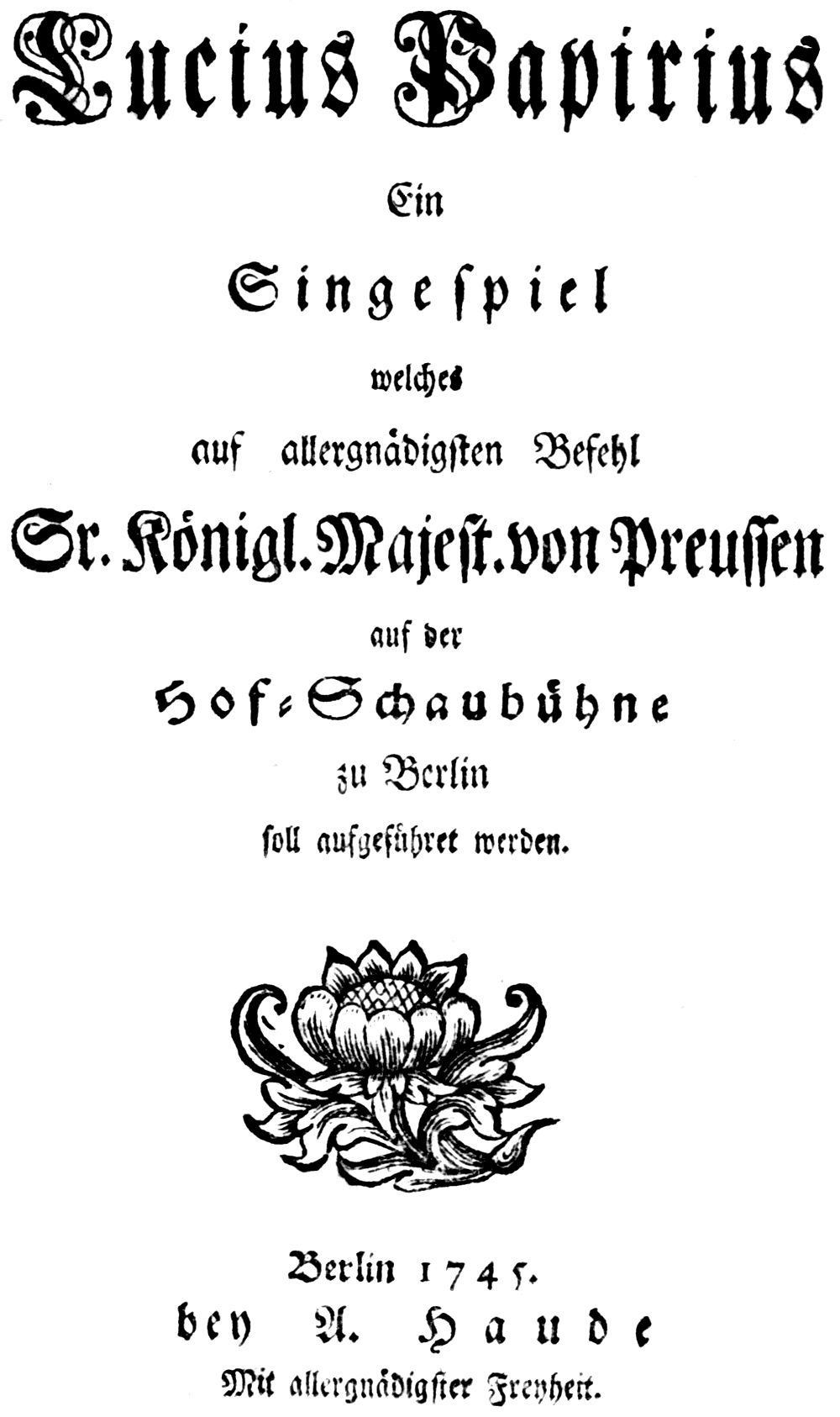
Carl Heinrich Graun – Lucio Papirio – Titelseite des italienischen Librettos – Berlin 1745
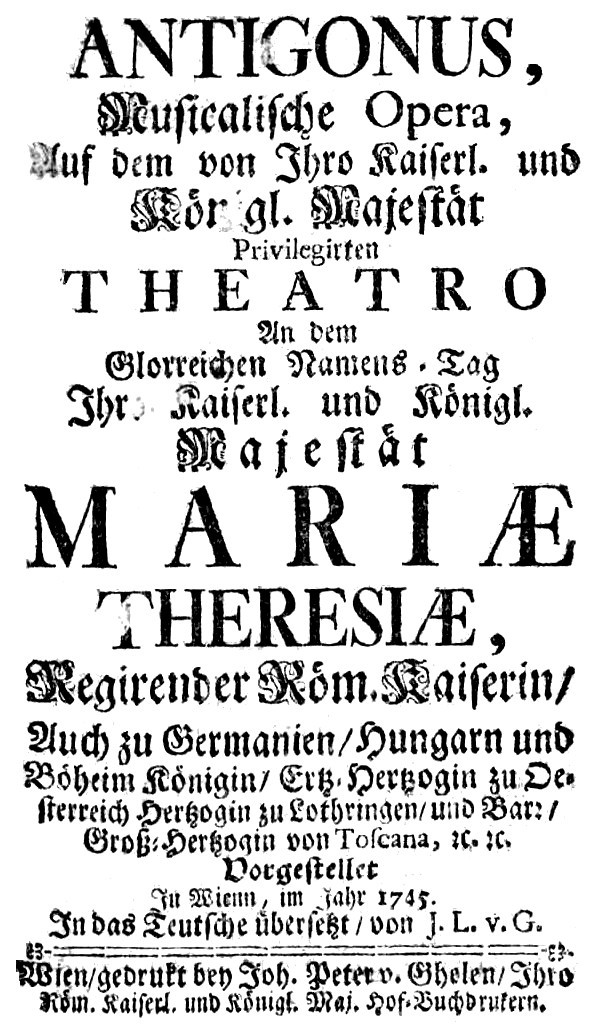
Johann Leopold von Ghelen – Antigono – Titelblatt des Librettos – Wien 1745
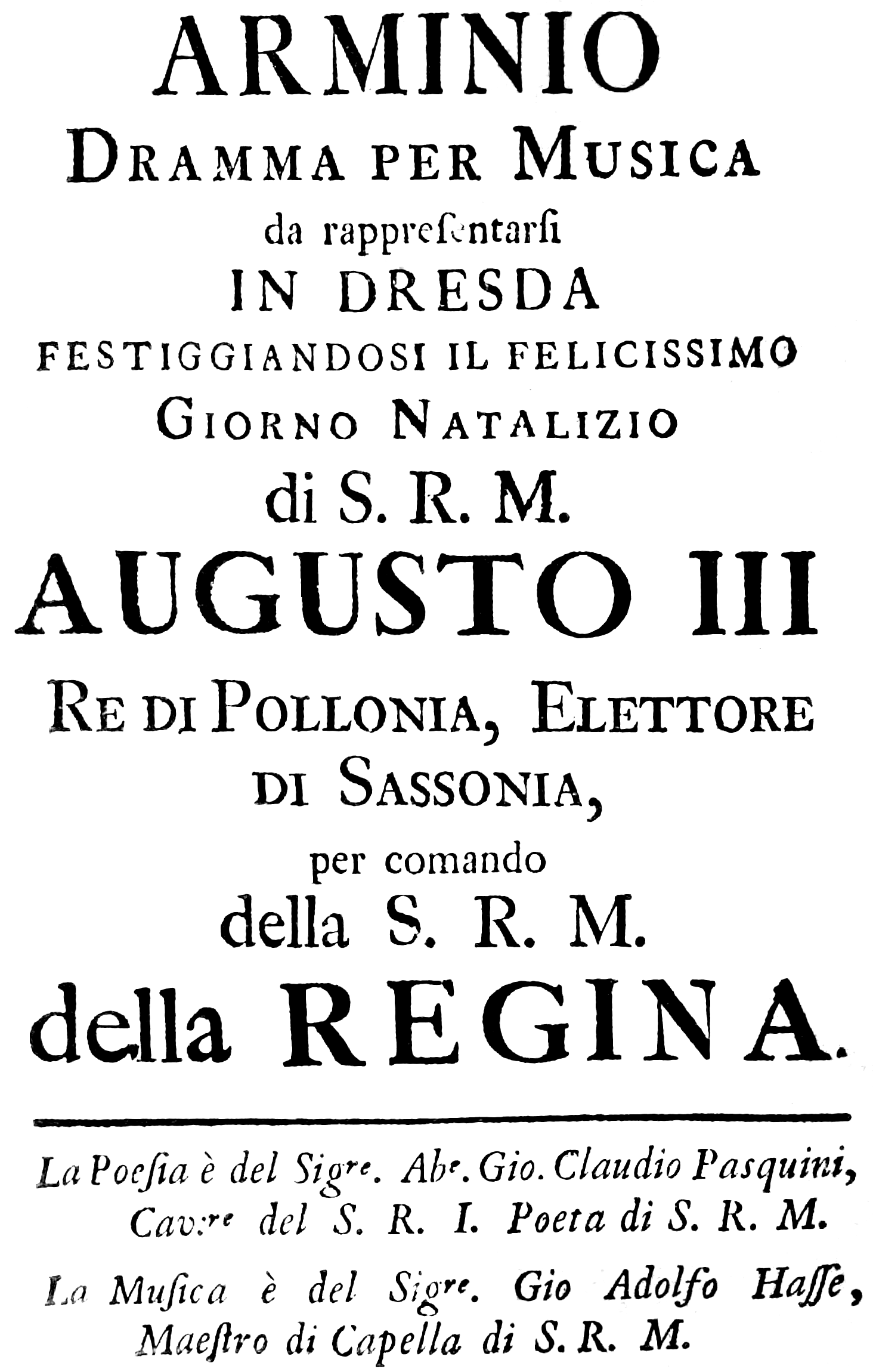
Johann Adolph Hasse – Arminio – Titelseite des Librettos – Dresden 1745
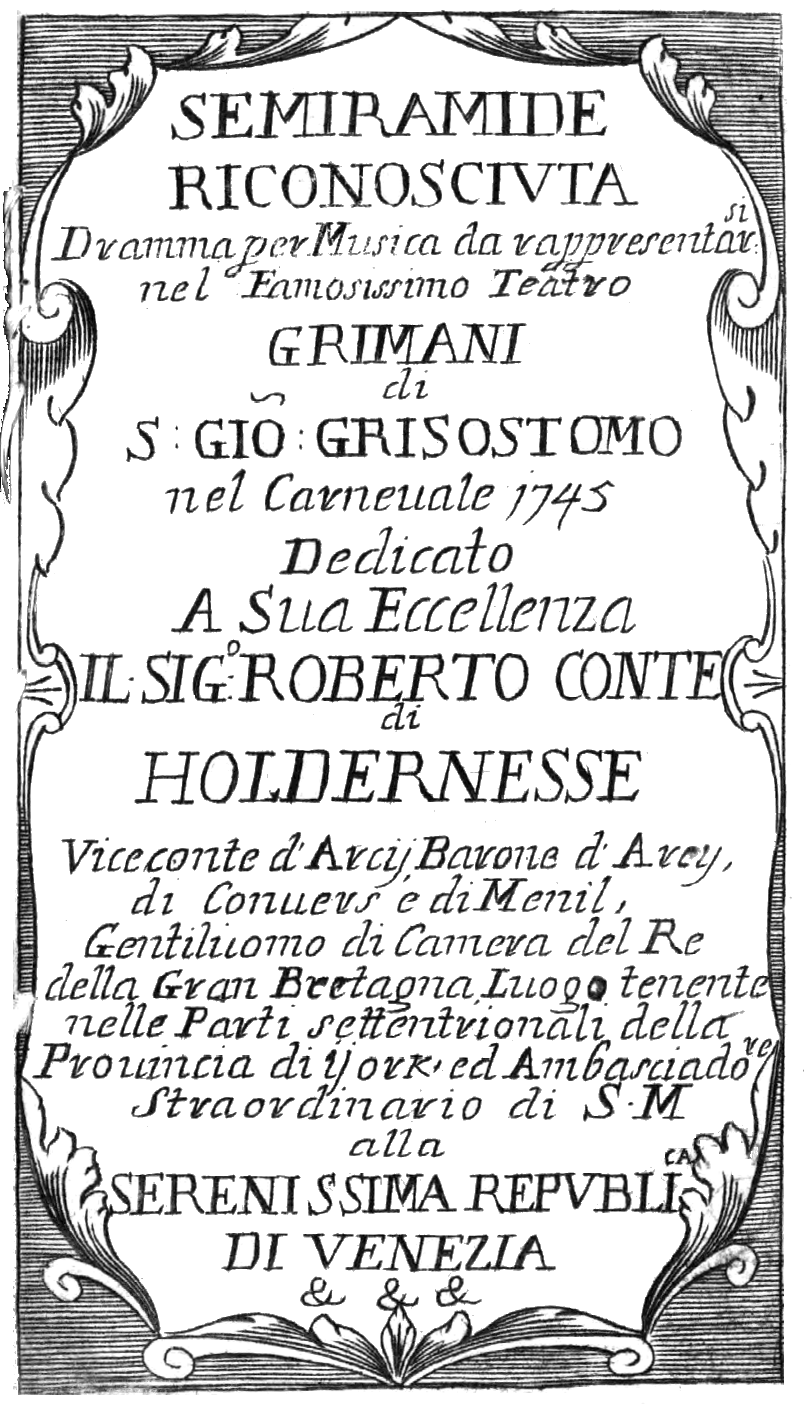
Johann Adolph Hasse – Semiramide reconosciuta – Titelseite des Librettos – Venedig 1745

##### Oratorium
- 05. Januar: Das dramatische Oratorium Hercules von Georg Friedrich Händel wird am Theatre Royal, Covent Garden, in London uraufgeführt.
- 27. März: Das Oratorium Belshazzar von Georg Friedrich Händel wird am King’s Theatre in London uraufgeführt.
- 17. April: Das Oratorium La caduta di Gerico von Johann Adolph Hasse auf das Libretto von Giovanni Cosimo Pasquini wird in der Hofkapelle in Dresden uraufgeführt.
- Georg Philipp Telemann – Johannes Passion oder Music von Leiden und Sterben des Welt Erlösers bestehend aus Choren, Choralen, Arien, Cavaten, und Recitativen; in vier Singestimmen, und fuer mancherley Instrumente, also abgefallet, dass auch einzelne Person sich selbige beym Claviere zu nutze machen kan, und nach der Poesie des Herrn Pastor Zimmermans WohlEhrm. melodisch-harmonisch verfertiget von Georg Philip Telemann (TWV 5:30, Libretto von Joachim Johann Daniel Zimmermann)
- Willem de Fesch – Joseph
- Niccolò Jommelli
  - Gioas re di Giuda (in lateinischer Sprache als Joas; Libretto von Pietro Metastasio; Uraufführung in Venedig)
  - Juda proditor (Libretto von J. de Bellis; Uraufführung in Venedig; um 1745/1746; nicht erhalten)

##### Schauspiel
- 00. Juni: Der musikalische Epilog Comus oder There in blissfull shades and bow'rs (deutsch: Dort in seligen Schatten und Lauben, HWV 44) von Georg Friedrich Händel zu einer Aufführung des Schauspiels Comus von John Milton wird am Sitz des Earl of Gainsborough in Exton Hall, Exton, Rutland uraufgeführt.

### Instrumentalmusik

#### Konzerte
- John Hebden – Six Concertos in seven Parts for four Violins, a Tenor Violin, a Violoncello with a thorough Bass and for the Harpsichord, op. 2 (London, um 1745)

#### Kammermusik
- Carl Philipp Emanuel Bach – Triosonate in C-Dur (H.573)

#### Flöte
- Johann Joachim Quantz – Flötenkonzert in G-Dur (QV 5:174)
- John Stanley – Six Solos for Flute and Continuo, op. 4 (London)

#### Violine
- Giuseppe Tartini – 12 Violin Sonatas, op. 2 (Rom)
- Tomaso Antonio Vitali – Chaconne in g-Moll

### Tastenmusik

#### Cembalo
- Carl Philipp Emanuel Bach
  - Cembalokonzert in e-Moll (H.418)
  - Cembalokonzert in d-Moll (H.420)
  - Cembalokonzert in D-Dur (H.421)

#### Orgel
- Johann Ernst Eberlin – 9 Toccaten und Fugen
- John Stanley – 10 Voluntaries, op. 5

### Vokalmusik

#### Geistlich
- Niccolò Jommelli
  - Kyrie, Gloria F-Dur (Venedig)
  - Credo D-Dur (Venedig; um 1745)

#### Weltlich
- Thomas Arne – Lyric Harmony, Vol. 1, op. 4

### Lehrwerke
- Louis-Antoine Dornel – Le tour du clavier sur tous les tons majeurs et mineurs pour conduire plus facilement les étudiants à connaître les tons les plus difficiles (Paris)
- Bartolomé Ferriol – Reglas utiles para los aficionados a danzar
- Georg Andreas Sorge – Vorgemach der musicalischen Composition oder: Ausführliche, ordentliche und vor heutige Praxin hinlängliche Anweisung zum General-Baß, durch welche ein Studiosus musices zu einer gründlichen Erkänntnis aller in der Composition und Clavier vorkommenden con- und dissonirenden Grundsätze [...] kommen, folglich nicht nur ein gutes Clavier als ein Compositor extemporaneus spielen lernen, sondern auch in der Composition selbst wichtige [...] Profectus machen kann

### Instrumentenbau
- Christian Ernst Friderici – fertigt mehrere Pyramidenflügel.
- Jacob Kirckman – baut ein Claviorganum unter Verwendung eines Orgelteils von John Snetzler (1710–1755) aus London. Das Cembalo ist ein typisches zweimanualiges Kirckman-Cembalo dieser Zeit, mit einem Klaviaturumfang von FF, GG – f, und einer Disposition von 8'-8'-8'-4', dabei ist der dritte 8' ein Nasalregister. Der einmanualige Orgelteil hat folgende fünf Register: Stopped Diapason 8' (= Gedackt 8'), Open Diapason 8' (Prinzipal 8'); nur im Diskant von c'–f, Stopped Flute 4' (Gedackt 4'), Fifteenth 2', Mixture 2f. Das Instrument – das auch Georg Friedrich Händel gekannt haben könnte – steht heute im Schloss des Earl of Wemyss (Gosford House, East Lothian, Schottland). Eine Rekonstruktion dieses Instrumentes befindet sich im Orgel Art Museum.
- Johann Andreas Silbermann – stellt die Orgel für die Dominikanerkirche in Guebwiller fertig, die 1791 von der Stadt Wasselonne erworben wird.

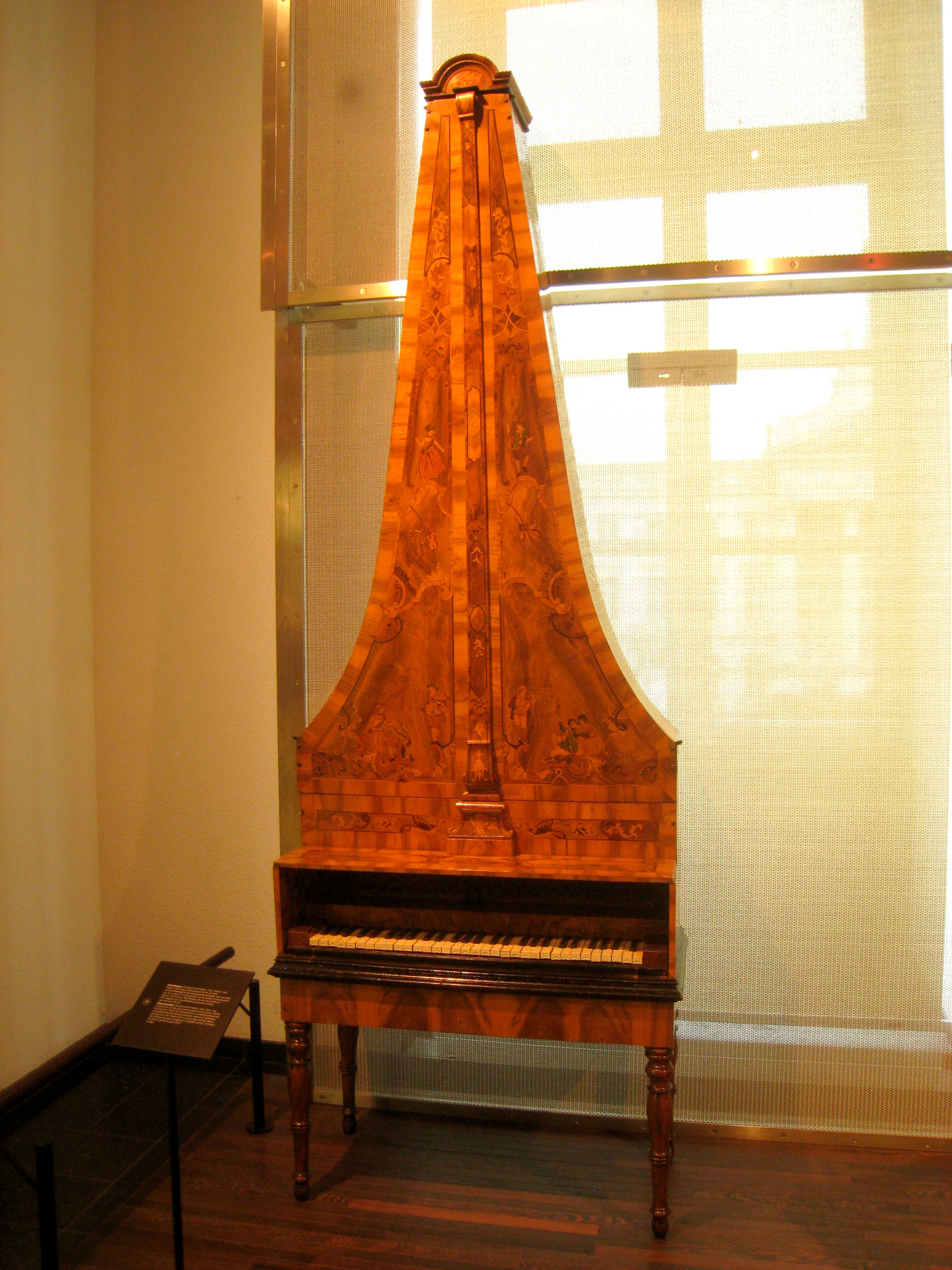
Pyramidenflügel von Christian Ernst Friderici, Baujahr 1745 im Musical Instrument Museum in Brüssel
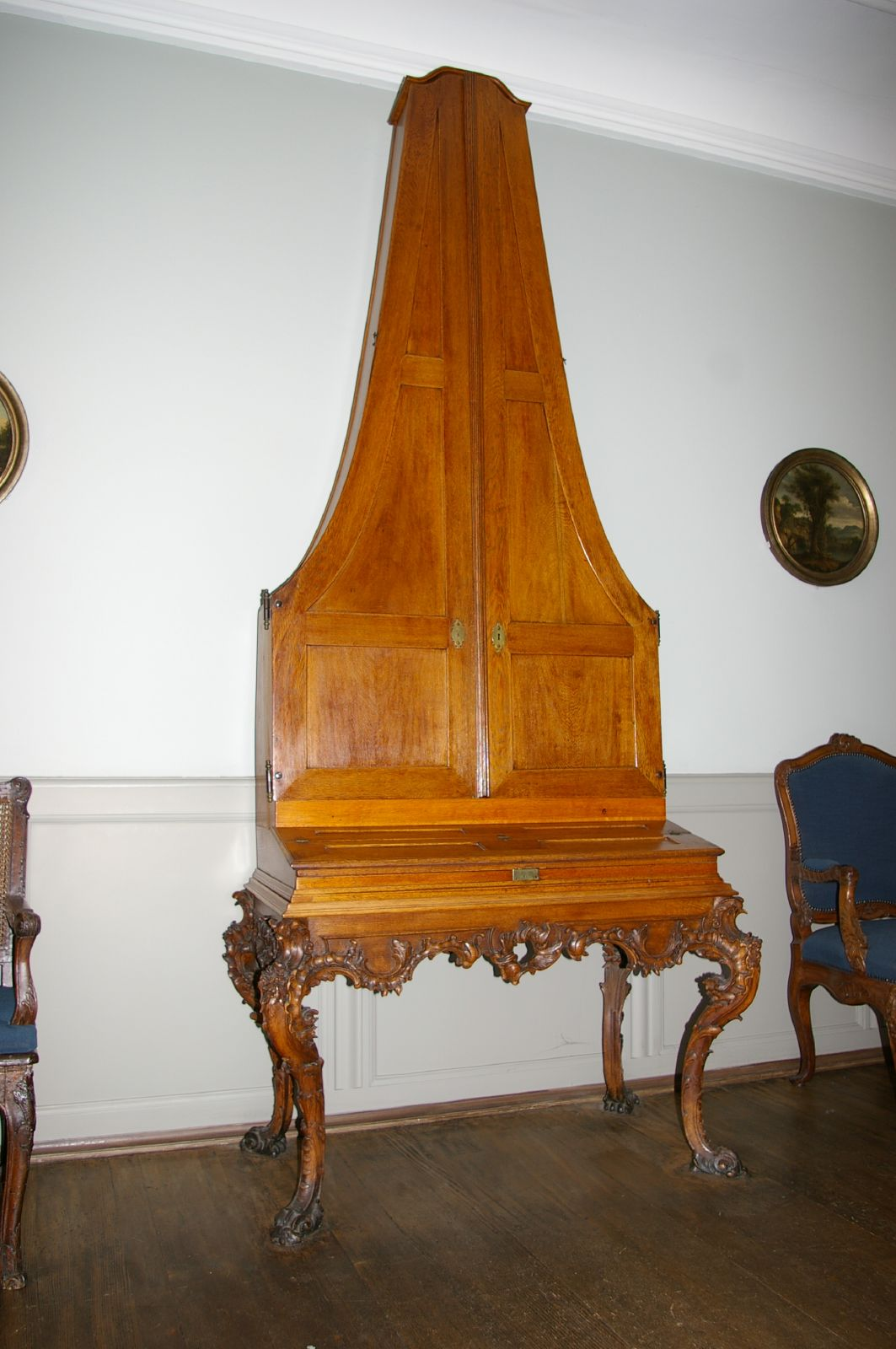
Pyramidenflügel von C. E. Friederici im Musikzimmer des Goethe-Hauses in Frankfurt am Main
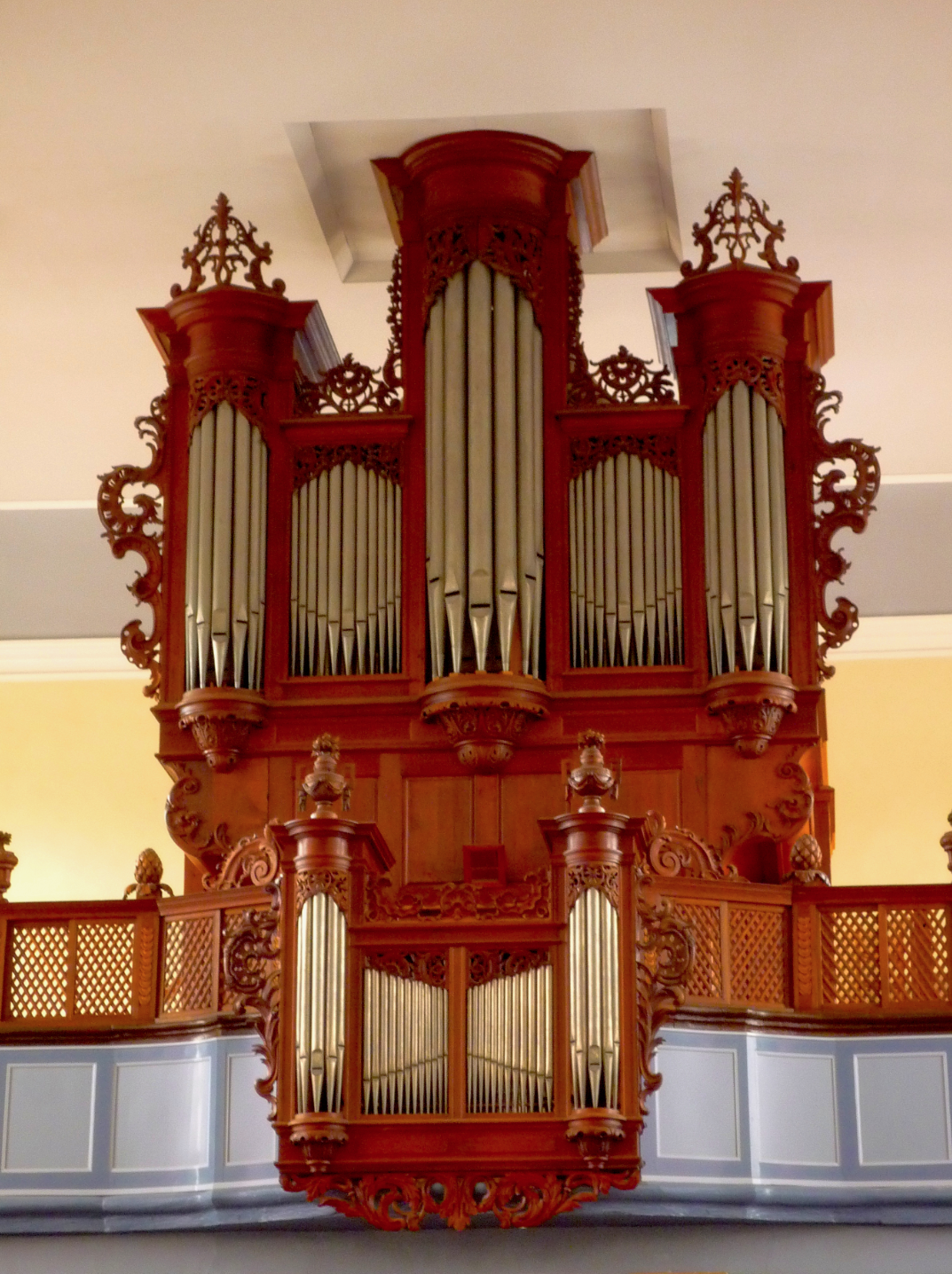
Orgel von Johann Andreas Silbermann in Wasselonne

## Geboren

### Geburtsdatum gesichert
- 17. Januar: Nicolas Roze, französischer Musikpädagoge und Komponist († 1819)
- 18. Januar: Caterino Mazzolà, italienischer Librettist und Dichter († 1806)
- 20. Februar (getauft): Johann Peter Salomon, Geiger, Komponist, Dirigent und Musikimpresario († 1815)
- 22. Februar: João de Sousa Carvalho, portugiesischer Komponist († 1799)
- 14. März: Joseph Höß, deutscher Orgelbauer († 1797)
- 15. März: Charles Dibdin, englischer Dichter, Schriftsteller, Komponist, Schauspieler und Sänger († 1814)
- 16. März: Johann Wilhelm Cornelius von Königslöw, deutscher Organist und Komponist († 1833)
- 17. März: Nicolas Séjan, französischer Komponist und Organist († 1819)
- 25. März: Nicolas-Étienne Framéry, französischer Schriftsteller und Komponist († 1810)
- 02. April (getauft): Peter Franz Miller, böhmischer Kantor, Musiker und Autor († 1823)
- 07. April: Jiří Družecký, tschechischer Oboist, Paukenvirtuose und Komponist († 1819)
- 07. Mai: Carl Stamitz, deutscher Violinist und Komponist († 1801)
- 27. Juni: Johann Nepomuk Wendt, böhmischer Oboist und Komponist († 1801)
- 29. Juni: Karl Franz Henisch, deutscher Schauspieler und Librettist († 1776)
- 15. Juli: Friedrich Wilhelm Heinrich Benda, deutscher Kammermusiker und Komponist († 1814)
- 18. August: Ludwig Fischer, deutscher Opernsänger († 1825)
- 18. August: Václav Josef Bartoloměj Praupner, böhmischer Komponist († 1807)
- 27. Oktober: Maxim Beresowski, russischer Komponist († 1777)
- 03. Dezember: Franz Anton Ernst, böhmischer Violinist, Geigenbauer und Komponist († 1805)
- 25. Dezember: Joseph Bologne, Chevalier de Saint-Georges, französischer Geigenvirtuose, Komponist und Dirigent († 1799)
- 26. Dezember: Nikolaus Rummel d. J., altösterreichischer Orgelbauer († 1839)

### Genaues Geburtsdatum unbekannt
- Ann Catley, britische Sängerin, Schauspielerin und Tänzerin († 1789)
- George K. Jackson, US-amerikanischer Komponist († 1822)

### Geboren um 1745
- Josep Ferrer i Beltran, aragonesisch-katalanischer Komponist und Organist († 1815)

## Gestorben

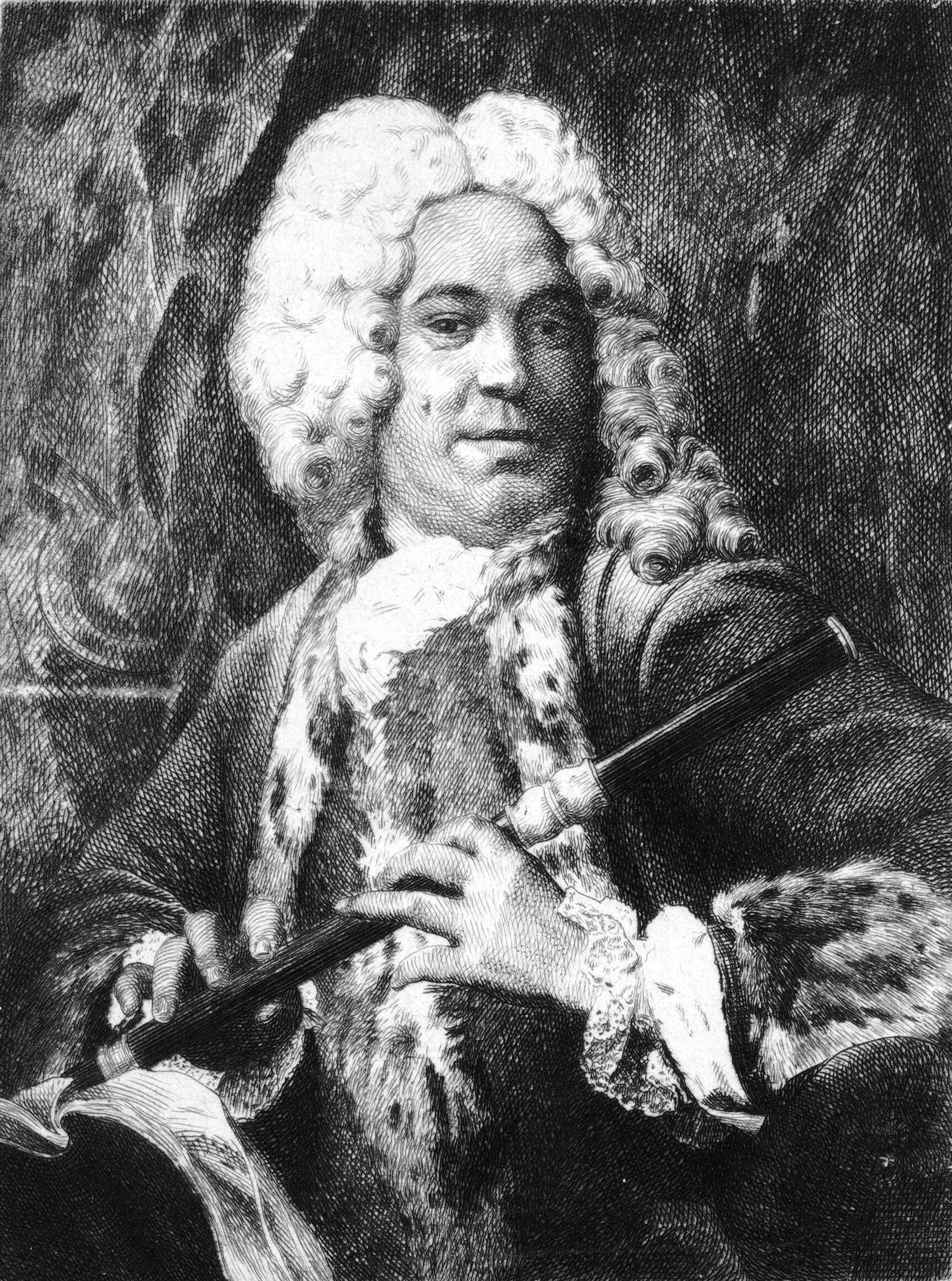
Michel de La Barre
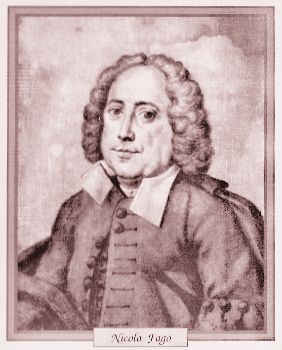
Nicola Fago
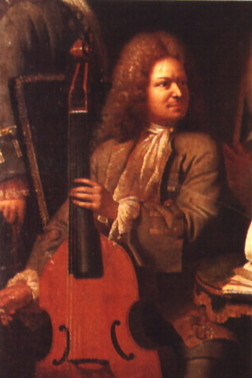
Antoine Forqueray
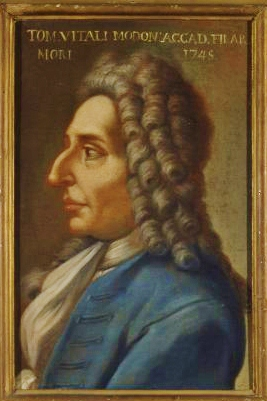
Tomaso Antonio Vitali

- 19. Januar: Matthias Christoph Wiedeburg, deutscher Kantor, Kapellmeister und Komponist (* 1690)
- 24. Januar: Wincenty Maxylewicz, polnischer Komponist und Dirigent (* um 1685)
- 00. Januar: Michael Bauer, Bergsänger und Bergliederdichter im Erzgebirge (* 1662)
- 00. Januar: Giovanni Lorenzo Gregori, italienischer Violinist und Komponist (* 1663)
- 10. Februar: Johann Ernst Wenigk, deutscher lutherischer Theologe, Geistlicher und Kirchenlieddichter (* 1702)
- 18. Februar: Nicola Fago, italienischer Komponist (* 1677)
- 15. März: Michel de La Barre, französischer Flötist und Komponist (* vor 1675)
- 18. April: Francesco Venturini, deutscher Komponist und Violinist (* um 1675)
- 27. April: Jean-Baptiste Morin, französischer Komponist (* 1677)
- 30. April: Johann Heinrich Büttner, deutscher Kantor, Historiker, Bibliothekar, Genealoge und Ratssekretär (* 1666)
- 09. Mai: Tomaso Antonio Vitali, italienischer Violinist und Komponist (* 1663)
- 25. Juni: Martin Heinrich Fuhrmann, deutscher Kantor und Musiktheoretiker (* 1669)
- 28. Juni: Antoine Forqueray, französischer Komponist, Gambist und königlicher Kammermusiker (* 1672)
- 01. August: Gottlob Adolph, deutscher Kirchenlieddichter (* 1685)
- 11. August: Adam Horatio Casparini, deutscher Orgelbauer (* 1676)
- 26. August: Georg Heinrich Bümler, Kapellmeister, Komponist und Musiktheoretiker (* 1669)
- 30. August: Jean-Baptiste-Maurice Quinault, französischer Schauspieler und Komponist (* 1687)
- 05. September: Simon-Joseph Pellegrin, französischer Dichter, Librettist und Dramaturg (* 1663)
- 00. September: Louis Francœur, französischer Violinist und Komponist (* 1692)
- 18. Oktober: Jacques Autreau, französischer Maler, Dramatiker und Librettist (* 1657)
- 00. November: Christoph Gottlieb Wend, deutscher Schriftsteller, Librettist und Übersetzer
- 06. Dezember: Christoph Förster, deutscher Komponist des Spätbarock (* 1693)
- 13. Dezember: Giovanni Verocai, italienischer Komponist und Violinist (* um 1700)
- 23. Dezember: Jan Dismas Zelenka, böhmischer Komponist (* 1679)